# Наш путь (газета ВФП)
«Наш путь» — ежедневная газета, основанная Константином Родзаевским 3 октября 1933 года, выходившая в 1933—1938 годах в Харбине, а затем в Шанхае. Газета являлась официальным органом Российской фашистской партии. «Наш путь» выходил до июля 1943 года. Газета пропагандировала православие, национализм и фашизм. Тираж 4000 экземпляров. С 1933 по 1938 годы главным редактором был К. В. Родзаевский. В Харбине вышло 1483 номера (последний номер вышел 30 января 1938 г.). Редактором и издателем газеты, выпуск которой с апреля 1941 года продолжился в Шанхае, сначала стал председатель шанхайского отделения РФС Генрих Александрович Ховен, затем, в мае, — председатель местного отделения ВНРП Николай Иванович Корганов. При газете существовало «Издательство газеты „Наш путь“».